# Sluprigg

Sluprigg

Sluprigg betecknar en rigg på en segelbåt eller segelfartyg med en mast med storsegel och endast ett försegel (stagfock). En vanligare benämning för denna segelkonfiguration torde vara bermudarigg.